# Keith Thibodeaux
Keith Thibodeaux (nascido em 1 de dezembro de 1950, em Lafayette) é um ex-ator-mirim e músico norte-americano, mais conhecido pelo seu papel como Ricky Ricardo Jr. em I Love Lucy.